# 757 Portlandia
757 Portlandia је астероид главног астероидног појаса са пречником од приближно 32,09 .
Афел астероида је на удаљености од 2,632 астрономских јединица (АЈ) од Сунца, а перихел на 2,111 АЈ.
Ексцентрицитет орбите износи 0,109, инклинација (нагиб) орбите у односу на раван еклиптике 8,167 степени, а орбитални период износи 1334,588 дана (3,653 године).
Апсолутна магнитуда астероида је 10,20 а геометријски албедо 0,142.
Астероид је откривен 30. септембра 1908. године.